# Contea di Tainan
La contea di Tainan è stata fino al 2010 una contea di Taiwan, situata a sud dell'isola, posizione ripresa anche dal nome, Tainan, che vuol dire proprio Taiwan del sud.
Precedentemente amministrata come contea della provincia di Taiwan dalla Repubblica di Cina, il 25 dicembre 2010 essa si è fusa con la municipalità provinciale di Tainan per formare un'unica municipalità a controllo diretto.

## Amministrazione
La contea di Tainan amministrava due città principali, sette comuni urbani e venti comuni rurali; dopo il 2010 tutte queste entità sono divenuti distretti.

### Città principali
- Xinying (新營市)
- Yongkang (永康市)

### Città minori

#### Comuni urbani
- Baihe (白河鎮)
- Jiali (佳里鎮)
- Madou (麻豆鎮)
- Shanhua (善化鎮)
- Xinhua (新化鎮)
- Xuejia (學甲鎮)
- Yanshui (鹽水鎮)

#### Comuni rurali
- Anding (安定鄉)
- Beimen (北門鄉)
- Danei (大內鄉)
- Dongshan (東山鄉)
- Guanmiao (關廟鄉)
- Guantian (官田鄉)
- Guiren (歸仁鄉)
- Houbi (後壁鄉)
- Jiangjun (將軍鄉)
- Liujia (六甲鄉)
- Liuying (柳營鄉)
- Longqi (龍崎鄉)
- Nanhua (南化鄉)
- Nanxi (楠西鄉)
- Qigu (七股鄉)
- Rende (仁德鄉)
- Shanshang (山上鄉)
- Xiaying (下營鄉)
- Xigang (西港鄉)
- Xinshi (新市鄉)
- Yujing (玉井鄉)
- Zuozhen (左鎮鄉)

## Infrastrutture e trasporti
- Aeroporto di Tainan
- Stazione ferroviaria di Tainan
- Autobus di Xinnan ed Autobus di Tainan
- Autobus, su web1.tainan.gov.tw. URL consultato il 9 marzo 2010 (archiviato dall'url originale il 19 dicembre 2009).
- Autostrada, su web1.tainan.gov.tw. URL consultato il 9 marzo 2010 (archiviato dall'url originale il 17 maggio 2009).
- Taxi, su web1.tainan.gov.tw. URL consultato il 9 marzo 2010 (archiviato dall'url originale il 17 maggio 2009).

## Mercato notturno
| Nome                      | Caratteristiche | Posizione                                    |
| ------------------------- | --- | -------------------------------------------- |
| Mercato notturno Hsjaopei | Le bancarelle, contrassegnate da numeri, offrono prodotti della cucina locale quale frutti di mare, torte, zuppe, noodles all'anguilla, pesce bollito in salsa di germogli di soia e zucchero, e tofu viscoso. | Incrocio tra via Shimen e via Lin-an, Tainan |

## Attrazioni turistiche
- Area scenica della spiaggia di Mashago
- Area di conservazione della Mangrovia, zona umida di Sicao (四草)